# USS Baton Rouge (SSN-689)
USS Baton Rouge (SSN-689) — американская подводная лодка проекта «Лос-Анджелес», вторая по счёту в этом классе (в хронологическом порядке). Названа в честь города Батон-Руж.
Строительство подлодки было начато 18 ноября 1972 года, на воду была спущена в городе Батон-Руж, 26 апреля 1975 года. Она стала второй подводной лодкой в своем классе. Введена в эксплуатацию с 25 июня 1977 года. В 1995 году она была списана после столкновения с российской подводной лодкой в 1992 году. 

## Строительство и ввод в эксплуатацию
Контракт на строительство был подписан Newport News в городе Ньюпорт-Ньюс, штат Виргиния, 8 января 1971 года и её киль был заложен 18 ноября 1972 года. Первый спуск прошел 26 апреля 1975 года в присутствии спонсора, госпожи Феликс Эдуард Эбер, а в эксплуатацию поступил уже с 25 июня 1977 года. Капитаном был назначен Томас К. Мэлони. За первый год подлодка побывала в Норфолке, Нью-Лондоне и в Новой Англии. С сентября 1977 по август 1978 года она участвовала в многочисленных испытаниях, проводившихся на Багамских островах, во Флориде.

## Инцидент столкновения с «Костромой»
11 февраля 1992 года, в 20:16 по местному времени, во время патрулирования у острова Кильдин вблизи Североморска, Батон-Руж под командованием Гордона Кремера столкнулся с российской подводной лодкой К-276 «Кострома». ВМС США заявили, что столкновение произошло на расстоянии более 12 миль (22 км) от берега, в международных водах. Первоначально ВМС США отрицали любые убытки, понесенные Батон-Руж, но позднее стало известно, что лодка получила два разреза, вмятины и царапины. «Кострома» была полностью отремонтирована на 29 июня 1992 года.

## Вооружение Батон-Ружа

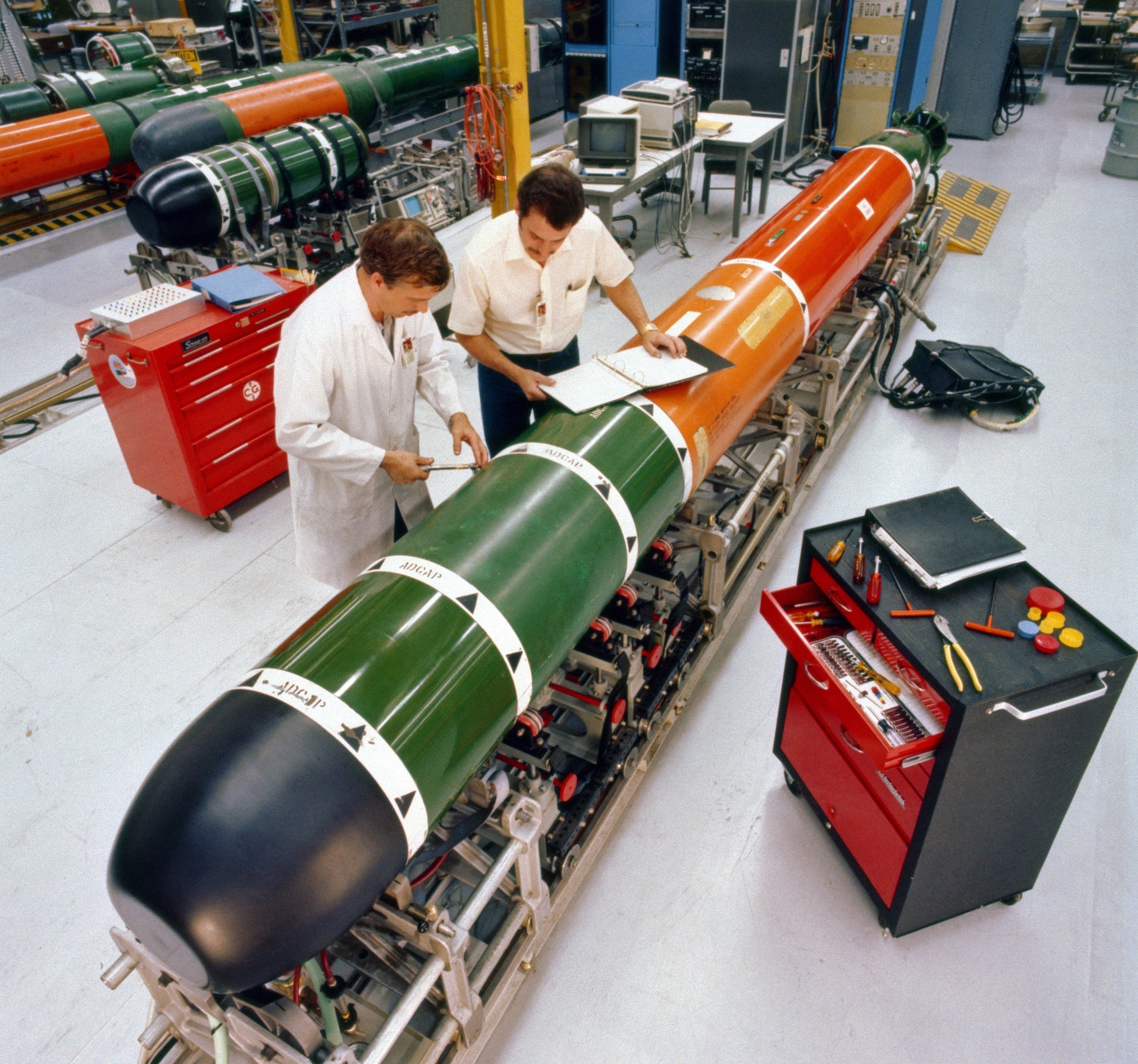
Mark 48
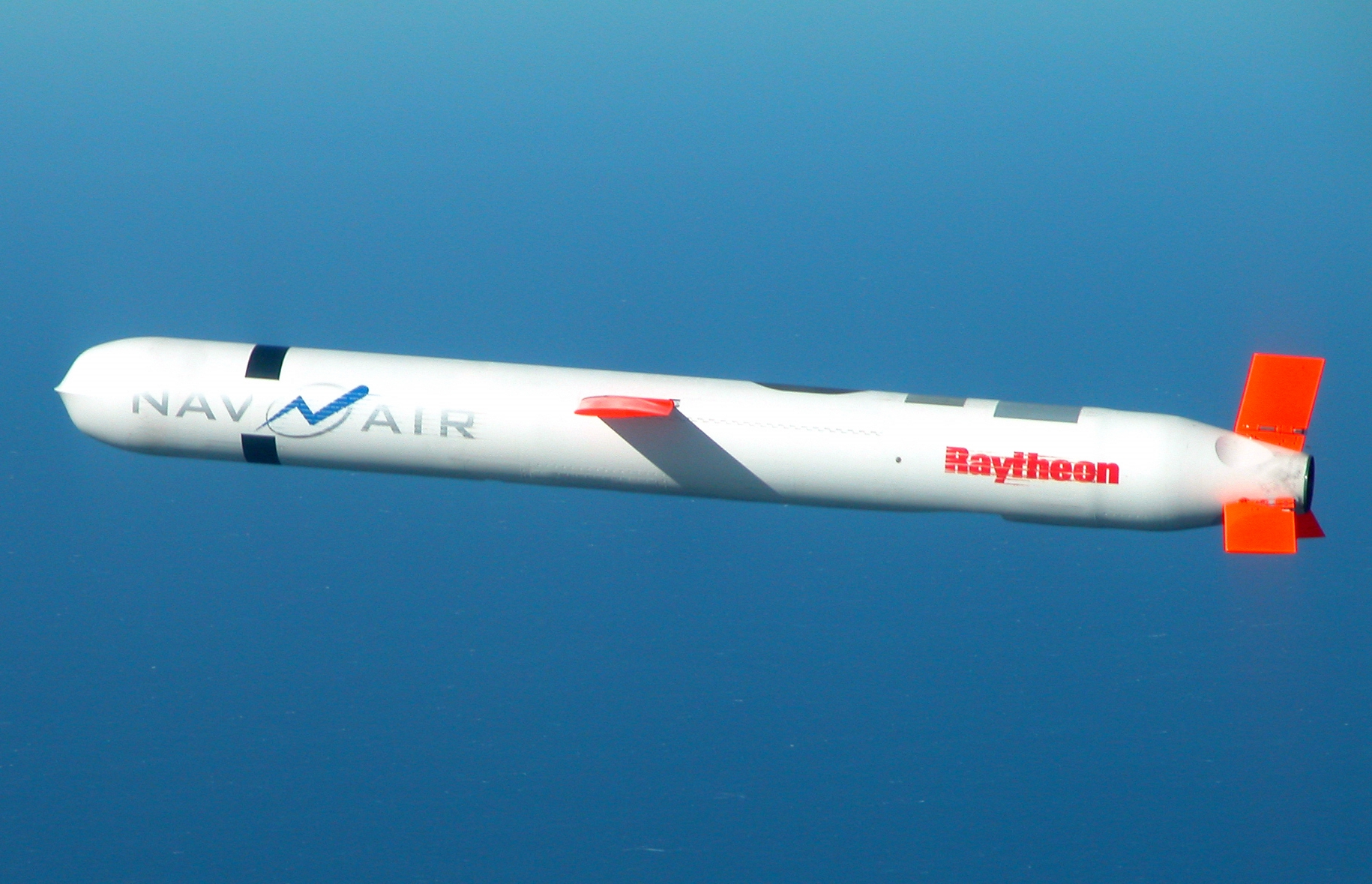
Tomahawk
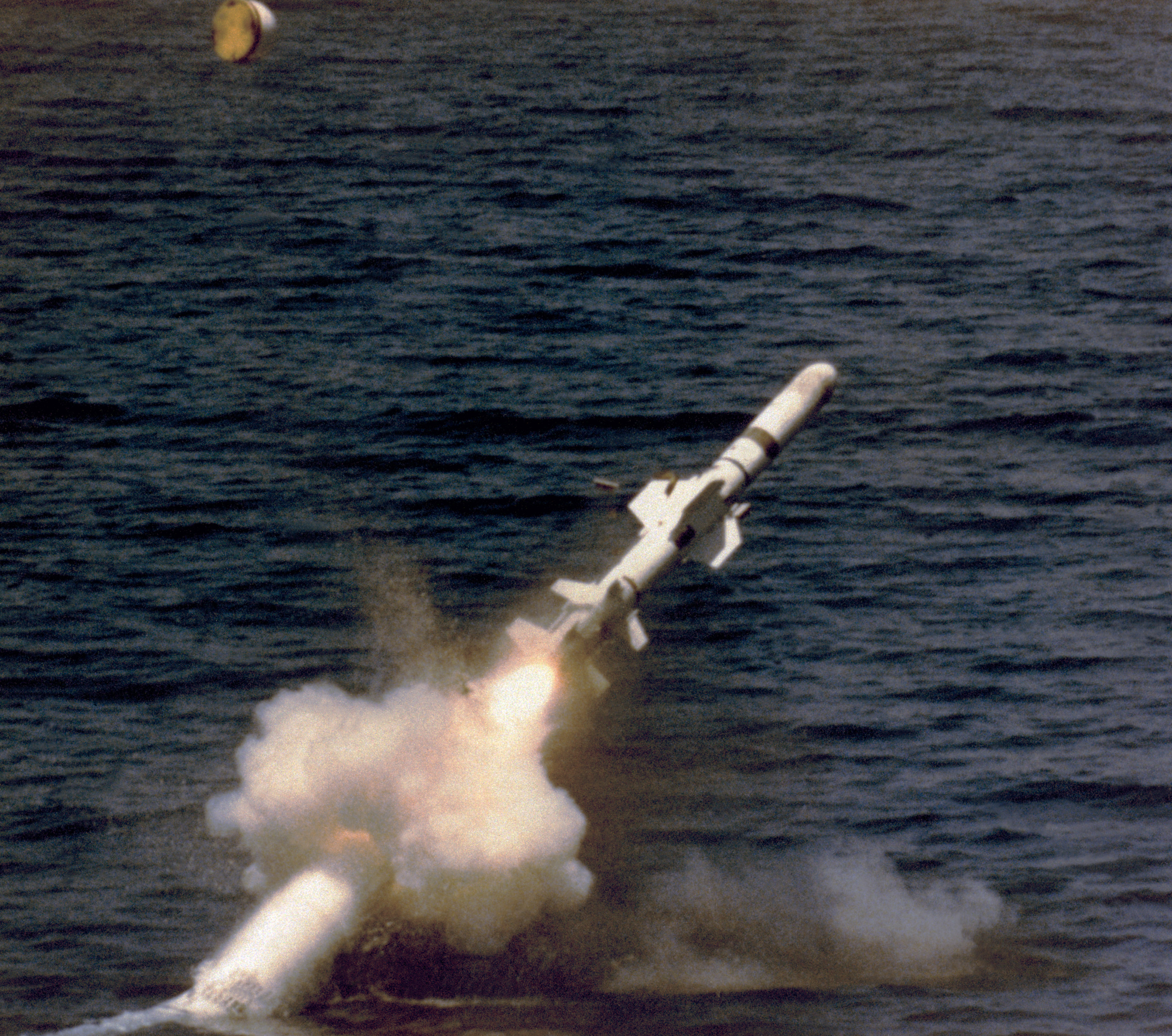
Harpoon